# Championnats du monde juniors d'athlétisme 2010
Navigation
Édition précédente Édition suivante
Les 13es Championnats du monde juniors d'athlétisme ont eu lieu à Moncton, au Canada, du 19 au 25 juillet 2010. La cérémonie d'ouverture s'est déroulée le 19 juillet.

## Organisation
Les compétitions sont accordées à la ville de Moncton, au Nouveau-Brunswick, lors de la réunion du Conseil de l'IAAF en mars 2006 à Osaka. Elles ont lieu sur le campus de l'Université de Moncton, au stade de Moncton, construit pour l'occasion. C'est la plus grande manifestation sportive organisée dans le Canada atlantique, avec 2 000 athlètes attendus de 170 pays.
Le recteur de l'université francophone, Yvon Fontaine, et le maire de Moncton, George LeBlanc, soutiennent le comité d'organisation, présidé par Larry Nelson. L'université fournit également ses résidences et d'autres installations. Les villages des athlètes sont situés sur le campus de l'Université Mount Allison et le campus de l’Université de Moncton.
Le stade de Moncton peut accueillir 20 000 spectateurs (avec 10 000 gradins fixes et une installation provisoire complémentaire). Son coût total est évalué à 14,59 millions de dollars canadiens.

## Résultats

### Hommes
| Épreuves          | Or                                                                                  | Argent                                                                           | Bronze                                                                              |
| ----------------- | ----------------------------------------------------------------------------------- | -------------------------------------------------------------------------------- | ----------------------------------------------------------------------------------- |
| 100 m             | Dexter Lee 10 s 21                                                                  | Charles Silmon 10 s 23 (PB)                                                      | Jimmy Vicaut 10 s 28                                                                |
| 200 m             | Shōta Iizuka 20 s 67                                                                | Aliaksandr Linnik 20 s 89                                                        | Aaron Brown 21 s 00 (PB)                                                            |
| 400 m             | Kirani James 45 s 89                                                                | Marcell Deák-Nagy 46 s 09                                                        | Errol Nolan 46 s 36                                                                 |
| 800 m             | David Mutua 1 min 46 s 41 (PB)                                                      | Casimir Loxsom 1 min 46 s 57 (PB)                                                | Robby Andrews 1 min 47 s 00                                                         |
| 1 500 m           | Caleb Ndiku 3 min 37 s 30 (PB)                                                      | Abderrahmane Anou 3 min 38 s 86 (PB)                                             | Mohamad al-Garni 3 min 38 s 91                                                      |
| 5 000 m           | David Kiprotich Bett 13 min 23 s 76                                                 | John Kipchoech 13 min 26 s 03                                                    | Aziz Lahbabi 13 min 28 s 92                                                         |
| 10 000 m          | Dennis Masai 27 min 53 s 88 (WJL)                                                   | Gebretsadik Abraha 28 min 03 s 45 (PB)                                           | Paul Lonyangata 28 min 14 s 55 (PB)                                                 |
| 110 m haies       | Pascal Martinot-Lagarde 13 s 52                                                     | Vladimir Vukicevic 13 s 59                                                       | Jack Meredith 13 s 59                                                               |
| 400 m haies       | Jehue Gordon 49 s 30                                                                | Takatoshi Abe 49 s 46 (PB)                                                       | Leslie Murray 50 s 22 (SB)                                                          |
| 3 000 m steeple   | Jonathan Ndiku 8 min 23 s 48                                                        | Albert Yator 8 min 33 s 55 (PB)                                                  | Jacob Araptany 8 min 37 s 02                                                        |
| 10 000 m marche   | Valeriy Filipchuk 40 min 43 s 17 (WJL)                                              | Cai Zelin 40 min 43 s 59 (PB)                                                    | Petr Bogatyrev 40 min 50 s 37 (PB)                                                  |
| 4 × 100 m         | États-Unis Michael Granger Charles Silmon Eric Harris Oliver Bradwell 38 s 93 (WJL) | Jamaïque Brandon Tomlinson Bernardo Brady Odane Skeen Dexter Lee 39 s 55 (SB)    | Trinité-et-Tobago Jamol James Sabian Cox Moriba Morain Shermund Allsop 39 s 72 (SB) |
| 4 × 400 m         | États-Unis Joshua Mance Errol Nolan David Verburg Michael Berry 3 min 4 s 76 (WJL)  | Nigeria Japhet Samuel Tobi Ogunmola Jonathan Nmaju Salihu Isah 3 min 6 s 36 (NJ) | Royaume-Uni Nathan Wake Dan Putnam Sebastian Rodger Jack Green 3 min 6 s 49 (SB)    |
| Saut en hauteur   | Mutaz Essa Barshim 2,30 m                                                           | David Smith 2,24 m (PB)                                                          | Naoto Tobe 2,21 m (SB)                                                              |
| Triple saut       | Aleksey Fedorov 16,68 m                                                             | Ernesto Revé 16,47 m                                                             | Omar Craddock 16,23 m                                                               |
| Saut en longueur  | Luvo Manyonga 7,99 m                                                                | Eusebio Cáceres 7,90 m                                                           | Taylor Stewart 7,63 m                                                               |
| Saut à la perche  | Anton Ivakin 5,50 m (WJL)                                                           | Claudio Stecchi 5,40 m (PB)                                                      | Andrew Sutcliffe 5,35 m (PB)                                                        |
| Lancer du poids   | Jacko Gill 20,76 m (WJL)                                                            | Božidar Antunović 20,20 m (NJ)                                                   | Ding Yongheng 20,14 m (PB)                                                          |
| Lancer du disque  | Andrius Gudžius 63,78 m                                                             | Andrei Gag 61,85 m (PB)                                                          | Julian Wruck 61,09 m                                                                |
| Lancer du marteau | Conor McCullough 80,79 m (CR)                                                       | Ákos Hudi 78,37 m                                                                | Alaa El-Din El-Ashry 76,66 m (PB)                                                   |
| Lancer du javelot | Till Wöschler 82,52 m (WJL)                                                         | Genki Dean 76,44 m (PB)                                                          | Dmitri Tarabin 76,42 m                                                              |
| Décathlon         | Kevin Mayer 7 928 points (PB)                                                       | Ilya Shkurenyov 7 830 points (PB)                                                | Marcus Nilsson 7 751 points (PB)                                                    |

### Femmes
| Épreuves          | Or                                                                                        | Argent                                                                                              | Bronze                                                                                  |
| ----------------- | ----------------------------------------------------------------------------------------- | --------------------------------------------------------------------------------------------------- | --------------------------------------------------------------------------------------- |
| 100 m             | Jodie Williams 11 s 40                                                                    | Takeia Pinckney 11 s 49                                                                             | Jamile Samuel 11 s 56                                                                   |
| 200 m             | Stormy Kendrick 22 s 99 (PB)                                                              | Jodie Williams 23 s 19                                                                              | Jamile Samuel 23 s 27                                                                   |
| 400 m             | Shaunae Miller 52 s 52                                                                    | Margaret Etim 53 s 05                                                                               | Bianca Răzor 53 s 17                                                                    |
| 800 m             | Elena Mirela Lavric 2 min 1 s 85                                                          | Cherono Koech 2 min 2 s 29                                                                          | Annet Negesa 2 min 2 s 51                                                               |
| 1 500 m           | Tizita Bogale 4 min 8 s 06 (PB)                                                           | Ciara Mageean 4 min 9 s 51 (NJ)                                                                     | Nancy Chepkwemoi 4 min 11 s 04 (PB)                                                     |
| 3 000 m           | Mercy Cherono 8 min 55 s 07 (WJL)                                                         | Emebet Anteneh 8 min 55 s 24 (PB)                                                                   | Layes Abdullayeva 8 min 55 s 33 (NJ)                                                    |
| 5 000 m           | Genzebe Dibaba 15 min 8 s 06 (CR)                                                         | Mercy Cherono 15 min 9 s 19                                                                         | Alice Aprot Nawowuna 15 min 17 s 39 (PB)                                                |
| 100 m haies       | Isabelle Pedersen 13 s 30 (NJ)                                                            | Jenna Pletsch 13 s 35                                                                               | Miriam Hehl 13 s 46                                                                     |
| 400 m haies       | Vera Rudakova 57 s 16 (PB)                                                                | Evonne Britton 57 s 32                                                                              | Shiori Miki 57 s 35 (NJ)                                                                |
| 3 000 m steeple   | Purity Cherotich Kirui 9 min 36 s 34 (PB)                                                 | Birtukan Adamu 9 min 43 s 23 (PB)                                                                   | Lucia Kamene Muangi 9 min 43 s 71 (PB)                                                  |
| 4 × 100 m         | États-Unis Stormy Kendrick Takeia Pinckney Dezerea Bryant Ashley Collier 43 s 44 (WJL)    | Allemagne Nadja Bahl Leena Günther Tatjana Pinto Stefanie Pähler 43 s 74 (NJ)                       | Pays-Bas Dafne Schippers Loreanne Kuhurima Eva Lubbers Jamile Samuel 44 s 09 (NJ)       |
| 4 × 400 m         | États-Unis Diamond Dixon Stacey-Ann Smith Laura Roesler Regina George 3 min 31 s 20 (WJL) | Nigeria Nkiruka Florence Uwakwe Bukola Abogunloko Chizoba Okodogbe Margaret Etim 3 min 31 s 84 (SB) | Jamaïque Jody Ann Muir Janieve Russell Natoya Goule Chris-Ann Gordon 3 min 32 s 24 (SB) |
| 10 000 m marche   | Yelena Lashmanova 44 min 11 s 90                                                          | Anna Lukyanova 44 min 17 s 98                                                                       | Kumiko Okada 45 min 56 s 1                                                              |
| Saut en longueur  | Irisdaymi Herrera 6,41 m (+0,3) (PB)                                                      | Wang Wupin 6,23 m (+0,1)                                                                            | Marharyta Tverdohlib 6,20 (0,0)                                                         |
| Saut en hauteur   | Marija Vuković 1,91 m (NJ)                                                                | Airinė Palšytė 1,89 m                                                                               | Elena Vallortigara 1,89 m                                                               |
| Triple saut       | Dailenys Alcántara 14,09 (+2,0 m/s)                                                       | Laura Samuel 13,75 (+0,9) (NJ)                                                                      | Deng Lina 13,72 (+1,8) (PB)                                                             |
| Saut à la perche  | Angelica Bengtsson 4,25 m (NJ)                                                            | Victoria von Eynatten 4,20 m                                                                        | Holly Bleasdale 4,15 m                                                                  |
| Lancer du poids   | Meng Qianqian 16,94 m                                                                     | Cui Shuang 16,13 m                                                                                  | Evgeniya Smirnova 15,75 m                                                               |
| Lancer du disque  | Yaime Pérez 56,01 m                                                                       | Erin Pendleton 54,96 m                                                                              | Yuliya Kurylo 53,96 m                                                                   |
| Lancer du javelot | Sanni Utriainen 56,69 m                                                                   | Līna Mūze 56,64 m (PB)                                                                              | Tazmin Brits 54,55 m                                                                    |
| Lancer du marteau | Sophie Hitchon 66,01 m (NJ)                                                               | Barbara Špiler 65,28 m                                                                              | Zhang Li 63,96 m                                                                        |
| Heptathlon        | Dafne Schippers 5 967 points                                                              | Sara Gambetta 5 770 points                                                                          | Helga Margrét Þorsteinsdóttir 5 706 points                                              |

- Résultats complets IAAF par épreuve

## Tableau des médailles
- Pays hôte (Canada)

| Rang | Nation                      | Or | Argent | Bronze | Total |
| ---- | --------------------------- | -- | ------ | ------ | ----- |
| 1    | Kenya                       | 7  | 4      | 4      | 15    |
| 2    | États-Unis                  | 6  | 6      | 3      | 15    |
| 3    | Russie                      | 5  | 2      | 3      | 10    |
| 4    | Cuba                        | 3  | 1      | 0      | 4     |
| 5    | Éthiopie                    | 2  | 3      | 0      | 5     |
| 6    | Royaume-Uni                 | 2  | 2      | 4      | 8     |
| 7    | France                      | 2  | 0      | 1      | 3     |
| 8    | Allemagne                   | 1  | 4      | 1      | 6     |
| 9    | Chine                       | 1  | 3      | 3      | 7     |
| 10   | Japon                       | 1  | 2      | 3      | 6     |
| 11   | Jamaïque                    | 1  | 1      | 2      | 4     |
| 12   | Roumanie                    | 1  | 1      | 1      | 3     |
| 13   | Lituanie                    | 1  | 1      | 0      | 2     |
| 13   | Norvège                     | 1  | 1      | 0      | 2     |
| 15   | Pays-Bas                    | 1  | 0      | 3      | 4     |
| 16   | Qatar                       | 1  | 0      | 1      | 2     |
| 16   | Afrique du Sud              | 1  | 0      | 1      | 2     |
| 16   | Suède                       | 1  | 0      | 1      | 2     |
| 16   | Trinité-et-Tobago           | 1  | 0      | 1      | 2     |
| 20   | Bahamas                     | 1  | 0      | 0      | 1     |
| 20   | Finlande                    | 1  | 0      | 0      | 1     |
| 20   | Grenade                     | 1  | 0      | 0      | 1     |
| 20   | Monténégro                  | 1  | 0      | 0      | 1     |
| 20   | Nouvelle-Zélande            | 1  | 0      | 0      | 1     |
| 25   | Nigeria                     | 0  | 3      | 0      | 3     |
| 26   | Hongrie                     | 0  | 2      | 0      | 2     |
| 27   | Italie                      | 0  | 1      | 1      | 2     |
| 28   | Algérie                     | 0  | 1      | 0      | 1     |
| 28   | Biélorussie                 | 0  | 1      | 0      | 1     |
| 28   | Lettonie                    | 0  | 1      | 0      | 1     |
| 28   | Serbie                      | 0  | 1      | 0      | 1     |
| 28   | Slovénie                    | 0  | 1      | 0      | 1     |
| 28   | Espagne                     | 0  | 1      | 0      | 1     |
| 34   | Canada                      | 0  | 0      | 2      | 2     |
| 34   | Ouganda                     | 0  | 0      | 2      | 2     |
| 34   | Ukraine                     | 0  | 0      | 2      | 2     |
| 37   | Australie                   | 0  | 0      | 1      | 1     |
| 37   | Azerbaïdjan                 | 0  | 0      | 1      | 1     |
| 37   | Égypte                      | 0  | 0      | 1      | 1     |
| 37   | Irlande                     | 0  | 0      | 1      | 1     |
| 37   | Islande                     | 0  | 0      | 1      | 1     |
| 37   | Maroc                       | 0  | 0      | 1      | 1     |
| 37   | Îles Vierges des États-Unis | 0  | 0      | 1      | 1     |
|      | Total                       | 44 | 44     | 44     | 132   |

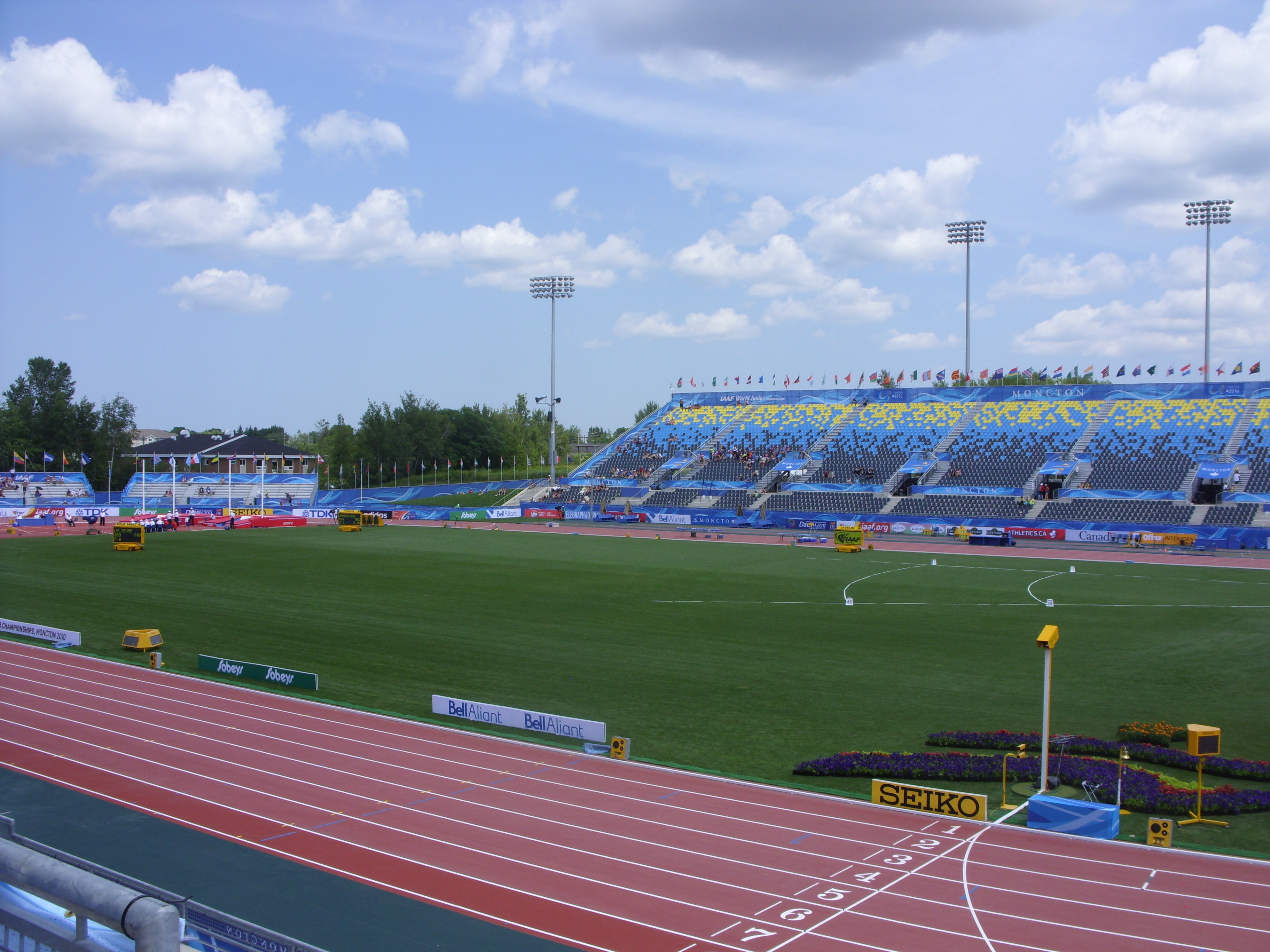
Le stade de Moncton a été construit pour héberger ces championnats.

- Toutes les informations proviennent du site de l'IAAF.

## Légende
Records et Performances
- AR : Record continental (area record)
- CR : Record des championnats (championship record)
- MR : Record du meeting (meet record)
- NR : Record national (national record)
- OR : Record olympique (olympic record)
- PR : Record paralympique (paralympic record)
- PB : Record personnel (personal best)
- SB : Meilleure performance personnelle de la saison (season's best)
- WL : Meilleure performance mondiale de l'année (world leader)
- WJR : Record du monde junior (world junior record)
- WR : Record du monde (world record)

Circonstances et Conditions
- DNF : N'a pas terminé (did not finish)
- DNS : N'a pas pris le départ (did not start)
- DQ : Disqualification (disqualification)
- NM : Aucun essai valable enregistré (No Mark)
- Q : Qualifié « directement » au prochain tour (ou à la prochaine compétition), lors d'une compétition majeure, grâce au classement ou à la réalisation des minima (automatic qualifier)
- q : Qualifié au prochain tour (ou à la prochaine compétition), lors d'une compétition majeure, grâce au repêchage ou à la réalisation de l'une des meilleures performances parmi celles des « non qualifiés directement » (grâce au meilleur temps ou à la meilleure distance par exemple) (secondary qualifier)